# Trisula
Trisula is een geslacht van vlinders van de familie spinneruilen (Erebidae), uit de onderfamilie Calpinae.

## Soorten
- T. celebensis Roepke, 1941
- T. clathrata Grünberg, 1907
- T. subalba Seydel, 1937
- T. superba Seydel, 1937
- T. variegata Moore, 1858